# Regione di Indénié-Djuablin
La regione di Indénié-Djuablin è una delle 31 regioni della Costa d'Avorio. Situata nel distretto di Comoé, ha per capoluogo la città di Abengourou ed è suddivisa  in tre dipartimenti: Abengourou, Agnibilékrou e Bettié.
La popolazione censita nel 2014 era pari a  560.432 abitanti.